# Pass (Sénégal)
Pour les articles homonymes, voir Pass.
Pass est un village du Sénégal situé au nord-ouest du pays. Il fait partie de la communauté rurale de Thiamène Pass, dans l'arrondissement de Sagatta Dioloff, le département de Linguère et la région de Louga.
Lors du dernier recensement (2002), la localité comptait 520 personnes et 50 ménages.

## Personnalités nées à Pass
- Magatte Lô, homme politique